# Ōishi Yoshio
Ōishi Yoshio (大石 良雄 (Đại Thạch Lương Hùng) 24 tháng 4, 1659 - 20 tháng 3, 1703) là quan Thân vệ (karō) của lãnh địa Akō tỉnh Harima (huyện Hyōgo ngày nay), trở thành liệt tướng trong danh sách các Chūshingura. Ông thường được biết đến với tên hiệu, Ōishi Kuranosuke (大石内蔵助). Là một người dũng cảm khi trái với lệnh của Tướng Quân, ông lãnh đạo 47 lãng khách trả thù cho chủ nhân. Ōishi Yoshio được cho là một nhân vật anh hùng kiệt suất của Nhật Bản.